# Иванов, Василий Николаевич (военачальник)
Василий Николаевич Иванов (7 марта 1906—1991) — советский офицер-артиллерист, участник Великой Отечественной войны, Герой Советского Союза (1945). Генерал-майор артиллерии (1954). 

## Биография
Василий Иванов родился 7 марта 1906 года в деревне Шоломово (Старосельское сельское поселение) (ныне — Вологодский район Вологодской области). После окончания двухклассного сельского училища работал учеником сапожника, сапожником.
Осенью 1927 года Иванов был призван на службу в Рабоче-крестьянскую Красную Армию. Окончил школу младших командиров, затем в 1932 году — Объединённую военную школу младших командиров, в 1934 году — курсы при Пушкинском артиллерийском училище, в 1941 году — ускоренные артиллерийские курсы среднего командного состава. Участвовал в польском походе РККА. С июня 1941 года — на фронтах Великой Отечественной войны. Участвовал в битве за Москву, освобождении Орловской и Брянской областей, Белорусской ССР, Польши. В 1942 году получил тяжёлое ранение.
С декабря 1942 года до конца войны полковник В. Н. Иванов командовал 21-й лёгкой артиллерийской бригадой, которая прошла боевой путь Думиничи — Карачев — Речица — Мозырь — Калинковичи — Скорневица — Ковель — Седлец — Макгнушев — Варшава — Штеттин — Берлин (Западный, Брянский, Прибалтийский, 1-й Белорусский фронты).
К апрелю 1945 года — в составе 6-й артиллерийской дивизии прорыва 8-го артиллерийского корпуса прорыва 47-й армии 1-го Белорусского фронта. Отличился во время Берлинской операции. 16-20 апреля 1945 года бригада Иванова вела наступление в районе населённого пункта Нойбарним в 11 километрах к востоку от Врицена. Иванов успешно организовал взаимодействие своей бригады с танковыми и стрелковыми подразделениями, благодаря чему немецкая оборона была прорвана и советские войска овладели четырьмя крупными населёнными пунктами. В конце апреля бригада Иванова приняла активное участие в боях за Потсдам, уничтожив 7 артиллерийских орудий, 26 миномётов, 73 пулемёта, 8 автомашин, подавив огонь 4 артиллерийских и 19 миномётных батарей, 45 пулемётов, отразив 5 немецких контратак, уничтожив около 800 немецких солдат и офицеров и взяв в плен ещё 165.
Указом Президиума Верховного Совета СССР от 31 мая 1945 года за «мужество и героизм, проявленные в борьбе с немецкими захватчиками» полковнику Василию Николаевичу Иванову присвоено звание Героя Советского Союза с вручением ордена Ленина и медали «Золотая Звезда» за номером 5602.
После окончания войны полковник В. Н. Иванов продолжил службу в Советской Армии. В октябре 1945 года сдал командование бригадой и направлен учиться. В 1946 году окончил Высшие академические курсы при Военной академии имени Ф. Э. Дзержинского. С 1947 — заместитель командира армейской истребительной противотанковой артиллерийской бригады, с 1950 года — командир 22-й бригады особого назначения Резерва Главного Командования. В 1956 назначен командиром 72-й инженерной бригады особого назначения, это фактически одна из первых советских воинских ракетных частей, вооруженных баллистическими ракетами (бригада дислоцировалась в Новгородской области). С 1958 года — заместитель начальника базы хранения ядерных боеприпасов по режиму, позднее служил начальником штаба — заместителем командира базы хранения ядерных боеприпасов. С созданием в 1959 году Ракетных войск стратегического назначения вместе с своей воинской частью был переведён в эти войска. В октябре 1961 года генерал-майор артиллерии В. Н. Иванов уволен в запас.
Проживал в Ленинграде. Скончался 12 марта 1991 года, похоронен на кладбище Памяти жертв 9-го января Санкт-Петербурга.

## Награды
- Герой Советского Союза (31.05.1945)[5]
- Два ордена Ленина (31.05.1945, 30.04.1954)
- Четыре ордена Красного Знамени (31.05.1943, 1.09.1943, 1.10.1944, 20.06.1949)
- Орден Кутузова 2-й степени (6.04.1945)
- Орден Александра Невского (24.08.1944)
- Два ордена Отечественной войны 1-й степени (13.03.1944, 11.03.1985)
- Орден Красной Звезды (3.11.1944)
- Медаль «За оборону Москвы»
- Медаль «За взятие Берлина»
- Медаль «За освобождение Варшавы»
- Ряд других медалей
- Иностранные награды[2]